# Quai Bonaparte
Le quai Bonaparte est une artère de la ville belge de Liège.

## Situation et accès
Il est situé dans le quartier d'Amercœur, sur la rive droite de la Dérivation.
La route nationale 90 emprunte le quai. Comme les autres quais longeant la rive droite de la Dérivation depuis le pont des Vennes, la circulation automobile se fait en sens unique sur deux bandes d'amont vers l'aval, du quai de Longdoz vers le quai du Roi Albert. Le quai fait face au quai de la Dérivation, situé sur la rive opposée et s'étire entre les ponts d'Amercœur et de Bressoux.
Voiries adjacentes
- Quai de Longdoz
- Pont d'Amercœur
- Rue d'Amercœur
- Rue Sous-l'Eau
- Rue des Maraîchers
- Rue de Porto
- Rue du Marché
- Pont de Bressoux
- Quai du Roi Albert

## Origine du nom

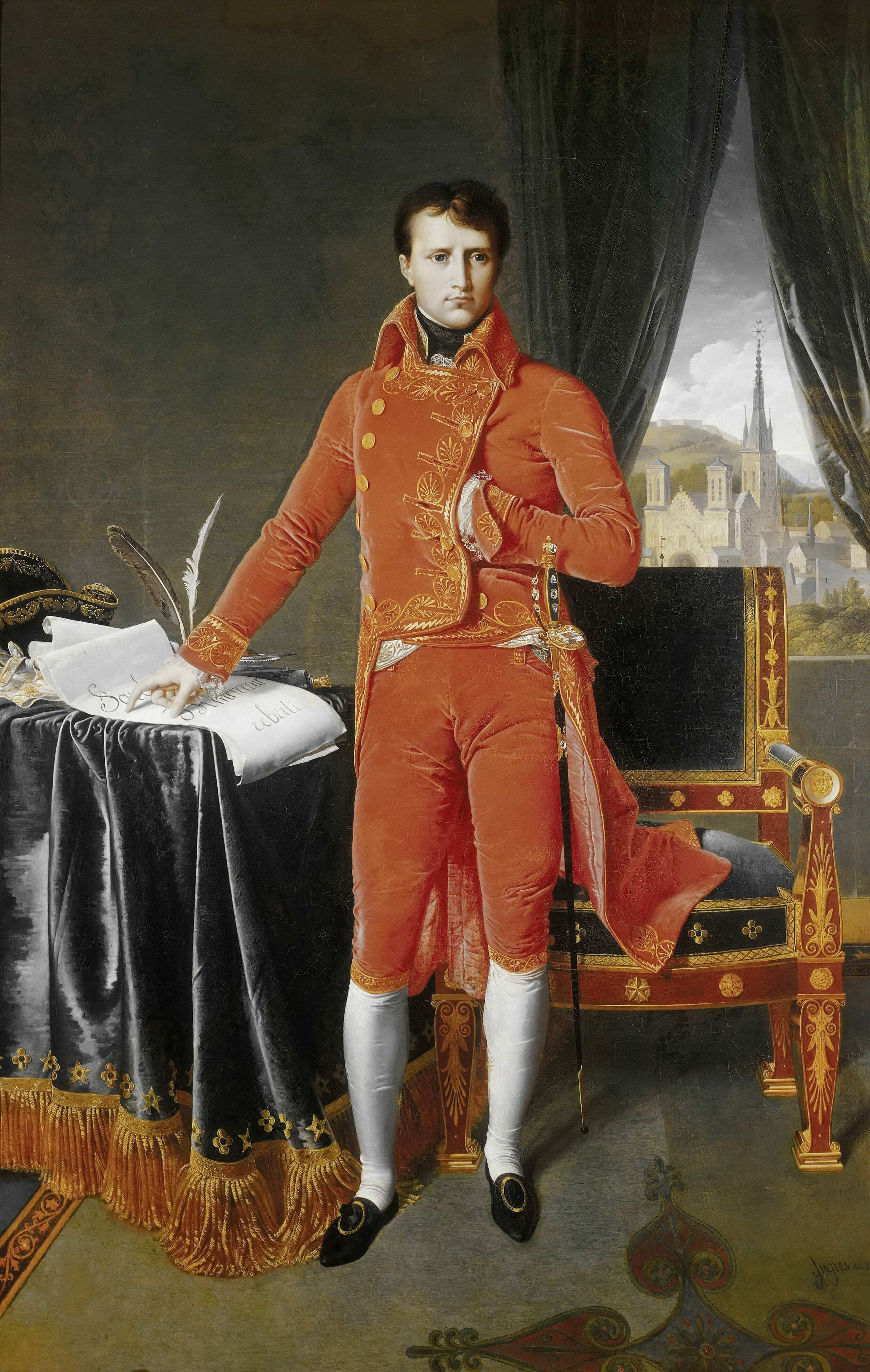
Bonaparte, Premier consul

Ce quai rend hommage à Napoléon Bonaparte. En 1803, alors que celui-ci était premier consul, il se rendit à Liège et accorda à la ville une importante aide financière pour reconstruire le quartier d'Amercœur qui avait été dévasté par les bombardements autrichiens lors du départ de ces derniers de la ville en 1794.
Bonaparte, Premier consul, un tableau peint, en 1804, par Jean-Auguste-Dominique Ingres se trouve actuellement exposé au musée de La Boverie à Liège.

## Historique
La partie comprise entre le pont d'Amercœur et la rue Sous-l'Eau est la plus ancienne. Il s'agissait en réalité de la rue Sous-l'Eau qui se prolongeait jusqu'au pont d'Amercœur. Jusqu'à la fin du XVIIIe siècle, les berges du futur quai étaient bordées par des prés et aucune habitation n'y était répertoriée (carte Ferraris de 1777). L'Ourthe et le bras de Bêche deviendront en 1863 la Dérivation.

## Bâtiments remarquables et lieux de mémoire
L'extrémité nord du quai (près du pont de Bressoux) possède une suite d'une vingtaine d'immeubles anciens (des nos 45 à 65) bâtis entre 1860 et 1940. Parmi ceux-ci, l'immeuble sis au no 51 a été réalisé dans le style moderniste et celui situé au no 57 possède quelques éléments propres au style Art nouveau.

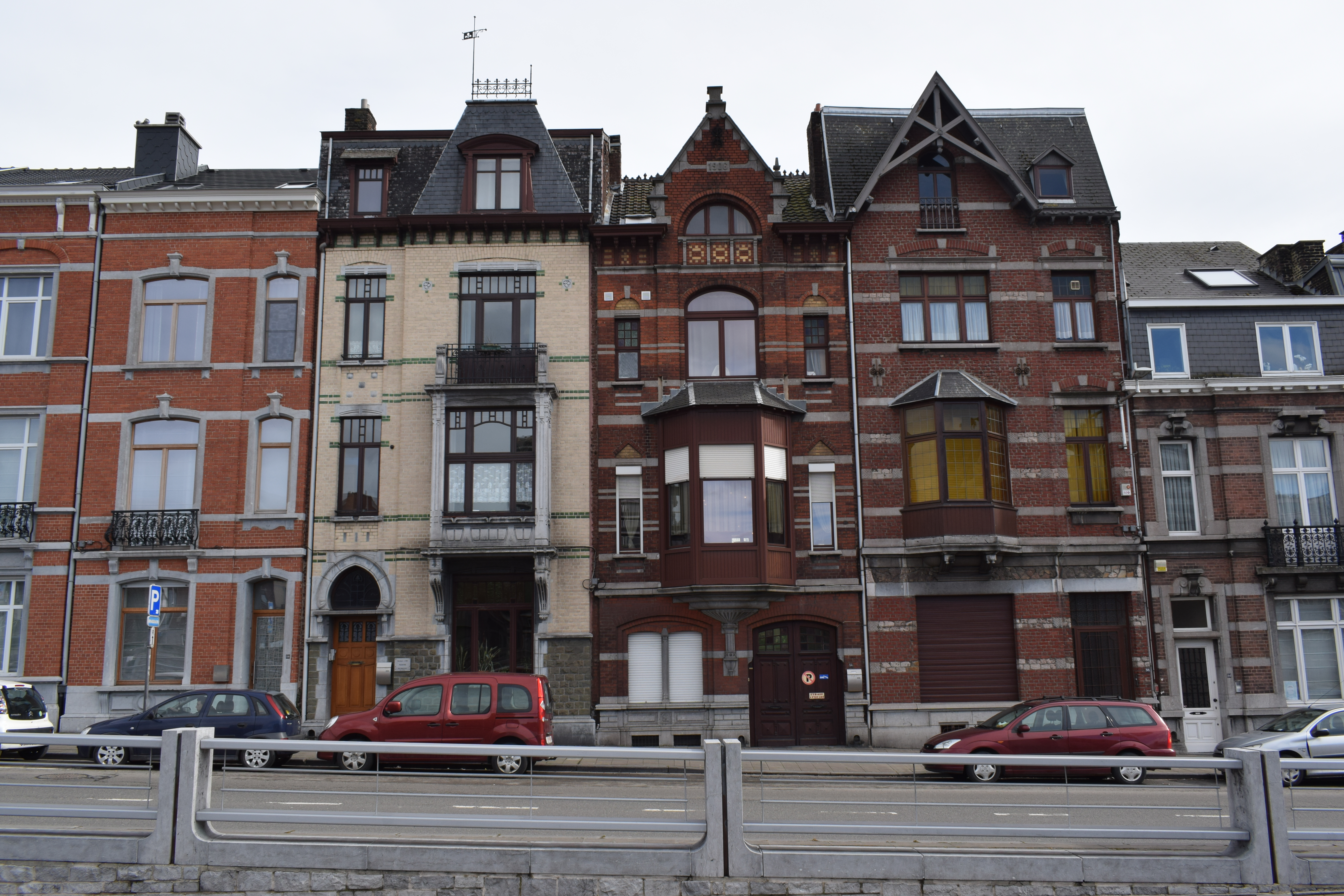
Quai Bonaparte, 54 à 58